# Koninklijk paleis van Valladolid

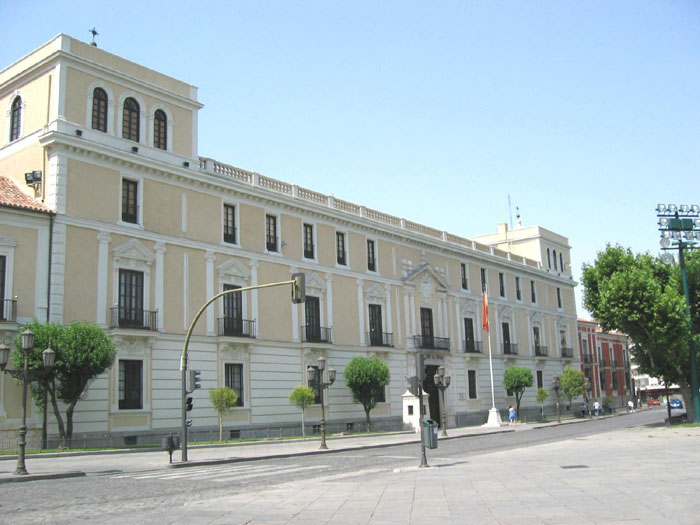
Het Koninklijk paleis in Valladolid

Het Koninklijk paleis van Valladolid is een paleis in Valladolid in het westen van Spanje. De bouw begon in 1526 door architect Luis de Vega die het voltooide in1534. In 1600 werd het overgenomen door de Duque de Lerma die het later verkocht aan Filips III van Spanje waardoor het een koninklijk paleis werd. De Spaanse koning woonde er ook van 1601 tot 1606 en maakte in die periode ook van Valladolid de hoofdstad van Spanje.